# Corinne et Jeannot
Corinne et Jeannot sont des personnages de bande dessinée de Tabary.

## Historique des deux personnages
Les personnages apparaissent pour la première fois en 1959, dans la série Totoche. Ce duo particulièrement explosif se singularise par leur relation au sein de la bande d'acolytes de Totoche. En effet Jeannot est amoureux, bien inconsciemment, de Corinne et celle-ci passe son temps à lui jouer des tours les plus pendables. Enfin quand Jeannot décide à son tour de lui rendre la monnaie de sa pièce, il échoue à chaque fois.
En 1966, leur créateur, le dessinateur Tabary, décide de leur faire vivre leurs aventures, surtout sous forme de gags en une planche. À ces deux personnages s'ajoute ensuite l'agent de police Bodard qui, systématiquement, prendra toujours la défense de l'espiègle Corinne au détriment du pauvre Jeannot.
Les débuts des aventures de Corinne et Jeannot paraissent dans le numéro 1075 du 19 décembre 1965 de l'hebdomadaire Vaillant le journal de Pif. Il s’agit d’une bande en une page intitulée : Les Jeudis de Corinne et Jeannot, souvent en dernière page. La dernière planche sera publiée dans Pif gadget en 1972, sous le titre Les Mercredis de Corinne et Jeannot.
Un magazine au format de poche édité par les éditions Vaillant, intitulé : Hit parade comique Poche paraîtra de 1976 à 1978 avec neuf numéros, dont les numéros 3 (12/76), 4 (7/77) et 6 (12/77) consacrés à Corinne et Jeannot.
En 1979 paraissent Les Vacheries de Corinne à Jeannot présentées en format de poche, imprimées en noir et blanc, qui étaient éditées par les éditions de la Seguinière, nom que portaient alors celles qui allaient devenir les éditions Tabary. Quatorze numéros paraîtront. Le rédacteur en chef était Francis Slomka, qui présenta pendant trois ans (1976 à 1979) une rubrique hebdomadaire sur la bande dessinée sur Antenne 2 (Un sur cinq, le mercredi après-midi).
En 1999, Tabary éditera le Magazine de Corinne et Jeannot de février à novembre 1999. Il comprendra neuf numéros, dix si l'on compte le numéro zéro paru en cercle privé, comme essai.

## Albums de Corinne et Jeannot
- Corinne et Jeannot, Vaillant, 1970. Réédité aux Éditions de la Séguinière en 1986 puis chez Tabary en 1998 sous le titre On peut se marier...  (ISBN 2-904799-08-7 et 2-904799-38-9).
- Corinne et Jeannot et l'agent Bodart, Vaillant, 1971. Réédité aux Éditions de la Séguinière en 1987 puis chez Tabary en 1998  (ISBN 2-904799-14-1 et 2-904799-39-7).
- Corinne et Jeannot en vacances, Dargaud, 1974. Réédité chez Tabary en 1991 sous le titre Les Vacances de Corinne et Jeannot  (ISBN 2-904799-25-7).
- Jeannot Hai...me Corinne, Glénat, 1981  (ISBN 2-7234-0052-2). Réédité chez Tabary en 2001  (ISBN 2-904799-46-X).
- Retours de bâton, Éditions de la Séguinière, 1985  (ISBN 2-904799-07-9). Réédité chez Tabary en 1998  (ISBN 2-904799-37-0).
- De pire en pire, Tabary, 1988  (ISBN 2-904799-19-2).
- Cadeaux maudits, Tabary, 1998  (ISBN 2-904799-36-2)[1].

## Les Vacheries de Corinne à Jeannot
Les Vacheries de Corinne à Jeannot est un mensuel au format poche, d'une centaine de pages. Publié de 1979 à 1980, sur quatorze numéros, il a été créé par Jean Tabary et Francis Slomka autour des personnages Corinne et Jeannot (de Tabary).
Le rédacteur en chef, Francis Slomka, donnait la parole et la plume chaque mois au lecteur :
- pour raconter des blagues,
- pour inventer une vacherie,
- pour dessiner une BD sur un scénario proposé,
- pour envoyer une photo avec la plus belle grimace...

Le concept et le titre seront repris vingt ans après sous le label éditions Tabary pour une parution de quelques mois seulement.

## Hommage
L'album Zoo dingo : Élection Miss Zoo de Beno et Bruno Bertin (Éd. P'tit Louis, 2019) met en scène les personnages dans une case, page 32.

### Liens Externes
- (fr) Site de la Bédéthèque
- (fr) Site des BD Oubliées
- (fr) Site consacré à Jean Tabary